# Phyllanthus parvifolius
Phyllanthus parvifolius är en emblikaväxtart som beskrevs av Buch.-ham. och David Don. Phyllanthus parvifolius ingår i släktet Phyllanthus och familjen emblikaväxter. Inga underarter finns listade i Catalogue of Life.